# Footballeur slovaque de l'année
Le prix du Meilleur footballeur slovaque de l'année est remis chaque année au meilleur footballeur slovaque de l'année.

## Gagnants
- 1993 : Peter Dubovský
- 1994 : Vladimír Kinder
- 1995 : Dušan Tittel
- 1996 : Dušan Tittel
- 1997 : Dušan Tittel
- 1998 : Jozef Majoroš
- 1999 : Vladimír Labant
- 2000 : Szilárd Németh
- 2001 : Ľubomír Moravčík
- 2002 : Miroslav Karhan
- 2003 : Vladimír Janočko
- 2004 : Marek Mintál
- 2005 : Marek Mintál
- 2006 : Róbert Vittek
- 2007 : Martin Škrtel
- 2008 : Martin Škrtel[1]
- 2009 : Marek Hamšík
- 2010 : Marek Hamšík
- 2011 : Martin Škrtel
- 2012 : Martin Škrtel
- 2013 : Marek Hamšík
- 2014 : Marek Hamšík
- 2015 : Marek Hamšík
- 2016 : Marek Hamšík
- 2017 : Marek Hamšík
- 2018 : Marek Hamšík
- 2019 : Milan Škriniar
- 2020 : Milan Škriniar
- 2021 : Milan Škriniar
- 2022 : Milan Škriniar
- 2023 : Stanislav Lobotka